# Georg Werner
Georg Werner, född 22 mars 1589 i Preussisch-Holland nära Elbing, Preussen, död 15 juli 1643 i Königsberg, var en tysk präst och psalmförfattare. Han är bland annat representerad i den danska Psalmebog for Kirke og Hjem.